# Bahrains Grand Prix 2021
Bahrains Grand Prix 2021, officiellt Formula 1 Gulf Air Bahrain Grand Prix 2021, var ett Formel 1-lopp som kördes den 28 mars 2021 på Bahrain International Circuit i Bahrain. Det var det första loppet ingående i Formel 1-säsongen 2021 och kördes över 56 varv.

## Kvalresultat
Max Verstappen för Red Bull tog pole position följt av Mercedes-förarna Lewis Hamilton och Valtteri Bottas.
| Pos.                    | Nr. | Förare             | Konstruktör               | Kvaltider | Kvaltider | Kvaltider | Start- grid |
| Pos.                    | Nr. | Förare             | Konstruktör               | Q1        | Q2        | Q3        | Start- grid |
| ----------------------- | --- | ------------------ | ------------------------- | --------- | --------- | --------- | ----------- |
| 1                       | 33  | Max Verstappen     | Red Bull-Honda            | 1:30,499  | 1:30,499  | 1:28,997  | 1           |
| 2                       | 44  | Lewis Hamilton     | Mercedes                  | 1:30,617  | 1:30,085  | 1:29,385  | 2           |
| 3                       | 77  | Valtteri Bottas    | Mercedes                  | 1:31,200  | 1:30,186  | 1:29,586  | 3           |
| 4                       | 16  | Charles Leclerc    | Ferrari                   | 1:30,691  | 1:30,010  | 1:29,678  | 4           |
| 5                       | 10  | Pierre Gasly       | Alpha Tauri-Honda         | 1:30,848  | 1:30,513  | 1:29,809  | 5           |
| 6                       | 3   | Daniel Ricciardo   | McLaren-Mercedes          | 1:30,795  | 1:30,222  | 1:29,927  | 6           |
| 7                       | 4   | Lando Norris       | McLaren-Mercedes          | 1:30,902  | 1:30,099  | 1:29,927  | 7           |
| 8                       | 55  | Carlos Sainz, Jr.  | Ferrari                   | 1:31,653  | 1:30,009  | 1:30,215  | 8           |
| 9                       | 14  | Fernando Alonso    | Alpine-Renault            | 1:30,863  | 1:30,595  | 1:30,249  | 9           |
| 10                      | 18  | Lance Stroll       | Aston Martin-BWT Mercedes | 1:31,261  | 1:30,624  | 1:30,601  | 10          |
| 11                      | 11  | Sergio Pérez       | Red Bull-Honda            | 1:31,165  | 1:30,659  | N/A       | PL1         |
| 12                      | 99  | Antonio Giovinazzi | Alfa Romeo-Ferrari        | 1:30,998  | 1:30,708  | N/A       | 12          |
| 13                      | 22  | Yuki Tsunoda       | Alpha Tauri-Honda         | 1:30,607  | 1:31,203  | N/A       | 13          |
| 14                      | 7   | Kimi Räikkönen     | Alfa Romeo-Ferrari        | 1:31,547  | 1:31,238  | N/A       | 14          |
| 15                      | 63  | George Russell     | Williams-Mercedes         | 1:31,316  | 1:33,430  | N/A       | 15          |
| 16                      | 31  | Esteban Ocon       | Alpine-Renault            | 1:31,724  | N/A       | N/A       | 16          |
| 17                      | 6   | Nicholas Latifi    | Williams-Mercedes         | 1:31,936  | N/A       | N/A       | 17          |
| 18                      | 5   | Sebastian Vettel   | Aston Martin-BWT Mercedes | 1:32,056  | N/A       | N/A       | 202         |
| 19                      | 47  | Mick Schumacher    | Haas-Ferrari              | 1:32,449  | N/A       | N/A       | 18          |
| 20                      | 9   | Nikita Mazepin     | Haas-Ferrari              | 1:33,273  | N/A       | N/A       | 19          |
| 107 %-gränsen: 1:36,833 |     |                    |                           |           |           |           |             |
| Källor:                 |     |                    |                           |           |           |           |             |

Noter
- ^1  – Sergio Pérez startade från pitlane på grund av ett motorproblem under formationsvarvet.
- ^2  – Sebastian Vettel tilldelades fem platsers nedflyttning på griden efter att inte ha respekterat gul flagga under Q1.[3]

## Loppet
Vinnare av loppet blev Lewis Hamilton för Mercedes följt av Max Verstappen för Red Bull och Valtteri Bottas på tredjeplats.
| Pos.                                                              | Nr. | Förare             | Konstruktör               | Varv | Tid/Bröt    | Grid | Poäng |
| ----------------------------------------------------------------- | --- | ------------------ | ------------------------- | ---- | ----------- | ---- | ----- |
| 1                                                                 | 44  | Lewis Hamilton     | Mercedes                  | 56   | 1:32:03,897 | 2    | 25    |
| 2                                                                 | 33  | Max Verstappen     | Red Bull-Honda            | 56   | +0,745s     | 1    | 18    |
| 3                                                                 | 77  | Valtteri Bottas    | Mercedes                  | 56   | +37,383s    | 3    | 15    |
| 4                                                                 | 4   | Lando Norris       | McLaren-Mercedes          | 56   | +46,466s    | 7    | 12    |
| 5                                                                 | 11  | Sergio Pérez       | Red Bull-Honda            | 56   | +52,047s    | PL   | 10    |
| 6                                                                 | 16  | Charles Leclerc    | Ferrari                   | 56   | +59,090s    | 4    | 8     |
| 7                                                                 | 3   | Daniel Ricciardo   | McLaren-Mercedes          | 56   | +66,004s    | 6    | 6     |
| 8                                                                 | 55  | Carlos Sainz, Jr.  | Ferrari                   | 56   | +67,100s    | 8    | 4     |
| 9                                                                 | 22  | Yuki Tsunoda       | Alpha Tauri-Honda         | 56   | +85,692s    | 13   | 2     |
| 10                                                                | 18  | Lance Stroll       | Aston Martin-BWT Mercedes | 56   | +86,713s    | 10   | 1     |
| 11                                                                | 7   | Kimi Räikkönen     | Alfa Romeo-Ferrari        | 56   | +88,864s    | 14   | N/A   |
| 12                                                                | 99  | Antonio Giovinazzi | Alfa Romeo-Ferrari        | 55   | +1 varv     | 12   | N/A   |
| 13                                                                | 31  | Esteban Ocon       | Alpine-Renault            | 55   | +1 varv     | 16   | N/A   |
| 14                                                                | 63  | George Russell     | Williams-Mercedes         | 55   | +1 varv     | 15   | N/A   |
| 15                                                                | 5   | Sebastian Vettel   | Aston Martin-BWT Mercedes | 55   | +1 varv3    | 20   | N/A   |
| 16                                                                | 47  | Mick Schumacher    | Haas-Ferrari              | 55   | +1 varv     | 18   | N/A   |
| 17                                                                | 10  | Pierre Gasly       | Alpha Tauri-Honda         | 52   | DNF         | 5    | N/A   |
| 18                                                                | 6   | Nicholas Latifi    | Williams-Mercedes         | 51   | DNF         | 17   | N/A   |
| RET                                                               | 14  | Fernando Alonso    | Alpine-Renault            | 32   | Bromsar     | 9    | N/A   |
| RET                                                               | 9   | Nikita Mazepin     | Haas-Ferrari              | 0    | Olycka      | 19   | N/A   |
| Snabbaste varvet: Valtteri Bottas (Mercedes) – 1:32,090 (varv 56) |     |                    |                           |      |             |      |       |
| Källor:                                                           |     |                    |                           |      |             |      |       |

Noter
- ^3  – Sebastian Vettel tilldelades 10 sekunders straff-tillägg efter att ha orsakat en kollision med Esteban Ocon.

## Ställning efter loppet
| Pos. | Förare          | Poäng |
| ---- | --------------- | ----- |
| 1    | Lewis Hamilton  | 25    |
| 2    | Max Verstappen  | 18    |
| 3    | Valtteri Bottas | 16    |
| 4    | Lando Norris    | 12    |
| 5    | Sergio Pérez    | 10    |

| Pos. | Konstruktör         | Poäng |
| ---- | ------------------- | ----- |
| 1    | Mercedes            | 41    |
| 2    | Red Bull-Honda      | 28    |
| 3    | McLaren-Mercedes    | 18    |
| 4    | Ferrari             | 12    |
| 5    | Alpha Tauri-Ferrari | 2     |

- Notering: Endast de fem bästa placeringarna i vardera mästerskap finns med på listorna.